# Filea
Filea – wieś w Rumunii, w okręgu Marusza, w gminie Deda. W 2011 roku liczyła 705 mieszkańców.